# Brezowo (gmina)
Brezowo (bułg. Община Брезово) – gmina w południowej Bułgarii, w obwodzie Płowdiw.

## Miejscowości
Miejscowości wchodzące w skład gminy Brezowo:
- Babek (bułg. Бабек),
- Borec (bułg. Борец),
- Brezowo (bułg. Брезово) – siedziba gminy,
- Czechłare (bułg. Чехларе),
- Czoba (bułg. Чоба),
- Drangowo (bułg. Дрангово),
- Otec Kiriłowo (bułg. Отец Кирилово),
- Pydarsko (bułg. Пъдарско),
- Rozowec (bułg. Розовец),
- Strełci (bułg. Стрелци),
- Sweżen (bułg. Свежен),
- Syrnegor (bułg. Сърнегор),
- Tjurkmen (bułg. Тюркмен),
- Wyrben (bułg. Върбен),
- Zelenikowo (bułg. Зелениково),
- Złatoseł (bułg. Златосел).